# 约翰·伊顿·勒孔特
约翰·伊顿·勒孔特（John Eatton Le Conte，1784年2月22日—1860年11月21日）为美国博物学家。